# 김정찬
김정찬(한국 한자: 金正贊, 1976년 6월 15일 ~ )은 대한민국의 전 축구 선수이며, 포지션은 미드필더였다.